# 마읍 전투
마읍 전투(중국어 정체자: 馬邑之戰), 마읍의 계책(馬邑之謀) 또는 마읍 포위전(馬邑之圍)으로도 알려진 이 전투는 군신선우가 이끄는 침략군 흉노군에 대항하여 한나라가 시도했던 매복 작전으로, 양측 모두 최소한의 사상자가 발생했다. 비록 전투는 벌어지지 않았지만, 이 사건은 한나라와 흉노 간의 법률적 평화의 종말을 알리고 이후 한-흉노 전쟁의 시작으로 이어졌다. 작전의 실패는 또한 한나라 조정이 효과적인 기병대를 개발하고 공격적인 원정 군사 정책을 사용하도록 동기를 부여했다.

## 배경

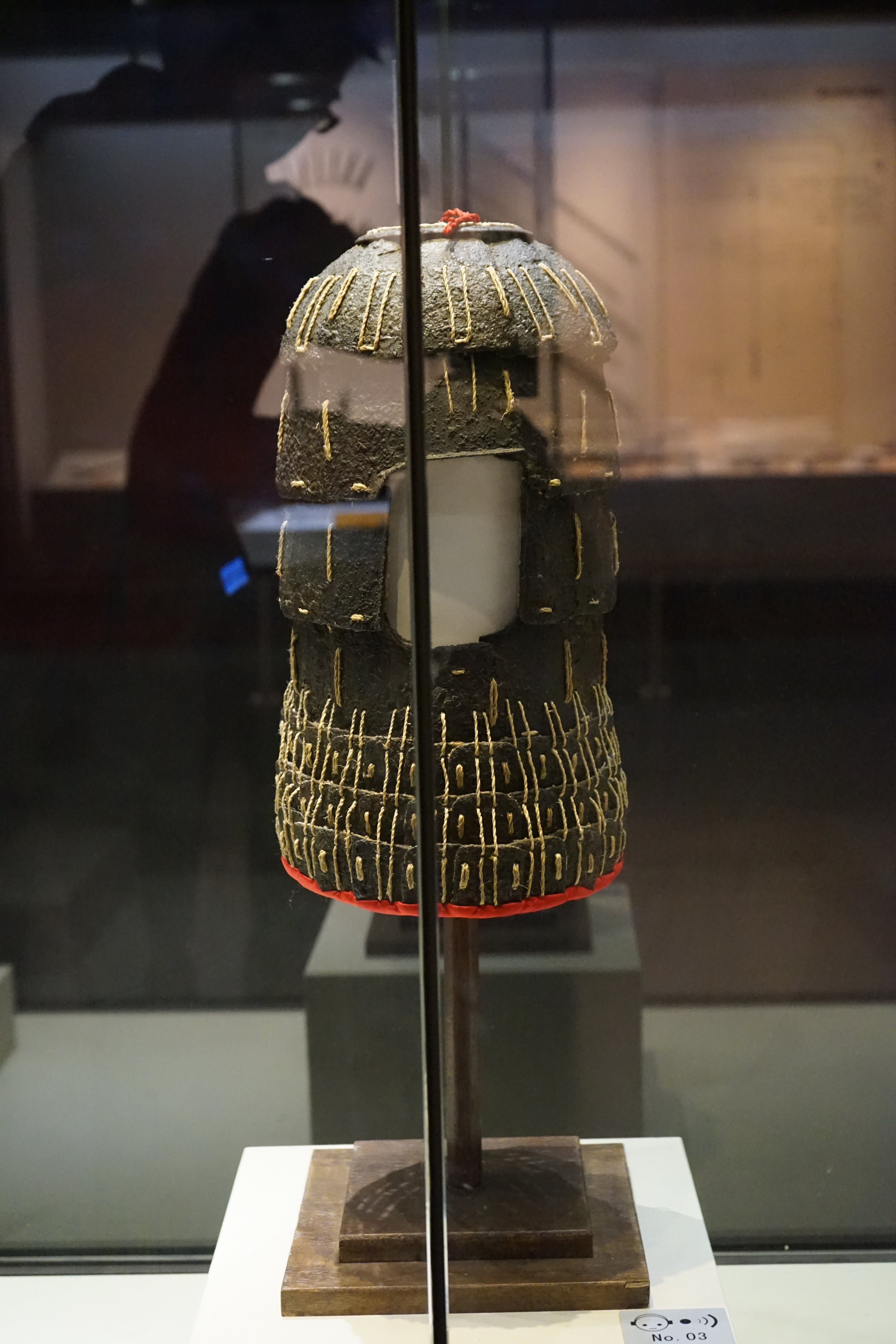
한나라 투구

마읍 전투 이전에 한족과 흉노족 사이에는 두 가지 주요 접촉이 있었다. 전국 시대에 조나라의 이목 장군은 흉노족을 조나라 영토 깊숙이 유인하여 매복 공격함으로써 그들을 격파했다. 비슷한 전술로 진나라의 몽염 장군은 흉노족을 북쪽으로 750 km (470 mi) 쫓아내고, 미래의 습격을 막기 위해 황투고원 가장자리에 만리장성을 건설했다. 그러나 진나라의 붕괴와 그에 따른 초한전쟁의 혼란은 권력 공백을 초래했고, 흉노족이 묵돌선우 휘하에 통일되어 강력한 유목 민족 연합체가 될 수 있도록 허용했다.
전한 고제가 기원전 200년에 묵돌에 의해 백등산에서 굴욕적인 패배를 당한 후, 새로 건국된 한나라는 초한전쟁으로 인한 소모전에서 아직 완전히 회복되지 않았기 때문에 흉노의 적대감을 줄이기 위해 유화정책에 의존할 수밖에 없었다. 그러나 주기적인 선물과 화친(和親, "혼인을 통한 평화") 정책에도 불구하고, 번영하는 한족의 영토는 흉노의 습격에 매력적으로 남아 있었으므로, 변경의 마을과 촌락은 여전히 계절적으로 유목민들에게 약탈당했다.
70년이 지난 후, 한나라는 군사력을 강화했다. 전한 무제는 그의 통치 초기에는 평화와 유화정책을 유지했지만, 흉노에게 큰 타격을 줄 계획을 세우기 시작했다. 전통적인 한족의 전략은 더 보수적이고 방어적이었으며, 흉노 기병을 한족 영토, 즉 거의 전적으로 보병과 전차병으로 구성된 한족 군대가 반격에 유리한 지형으로 유인하는 것을 목표로 했다.

## 매복
기원전 133년, 속국 사무 담당관 왕회의 제안에 따라 무제는 마읍 시에서 흉노 선우를 위한 덫을 놓도록 군대를 배치했다. 막강한 지역 상인이자 밀수꾼인 섭의(聂壹)라고도 알려진 섭원일은 군신선우에게 자신이 지역 관리자를 죽였고 도시를 흉노에게 기꺼이 바치겠다고 속여 말했다. 이 계획은 선우의 군대를 마읍으로 진격하도록 유인하여, 그 지역 주변에 숨어있는 30만 명의 한나라 병력이 그들을 포위하고 매복 공격하는 것이었다.
선우가 미끼를 물고 마읍으로 습격하기 위해 진격했을 때, 그는 소 떼로 가득 찬 들판을 보았지만 목동은 없었다. 점점 더 의심스러워진 선우는 부하들에게 진격을 멈추라고 명령했다. 흉노 정찰병들은 지역 전초 기지에서 한나라 병사 한 명을 붙잡았고, 그는 선우에게 전체 계획을 폭로했다. 충격에 떨면서 선우는 습격을 포기하고 한나라 군대가 행동하기 전에 철수했다. 이때 한나라 군대는 흩어져 있었고, 흉노를 잡을 만큼 제때 집중할 수 없었다. 전체 한나라 작전의 사령관이었던 왕회는 휘하에 직접 3만 명의 병력만 있었고, 이는 흉노가 초원으로 후퇴하는 것을 막기에는 너무 적어서 망설이며 한나라 군대에게 추격하지 말라고 명령했다. 그 결과, 양측 모두 사상자는 없었다.

## 여파
황궁으로 돌아온 왕회는 그의 정치적 적들로부터 계획의 실패와 후퇴하는 흉노군을 추격하기를 꺼려한 것에 대해 비난을 받았고, 그는 탄핵되었다. 재판을 기다리는 동안 그는 황제 무제의 외삼촌인 승상 전분에게 뇌물을 보내 가석방을 얻으려 했다. 무제가 왕회를 용서하기를 여전히 거부하자(아마도 황제가 전분의 커지는 권력을 경계했기 때문일 것이다), 그는 감옥에서 자살했다.
양측 간에 수십 년 동안 국경 군사 충돌이 계속되었지만, 이 "전투"로 한나라와 흉노 간의 법률적 "평화"는 끝났다. 매복 작전은 한나라의 강경한 입장을 드러냈고, "평화를 위한 혼인/선물" 정책은 공식적으로 폐기되었다. 그 후 몇 년 동안 흉노는 국경 공격을 강화하여, 한나라 조정에서 주전파의 명분과 통제력을 더욱 굳건히 했다.
전투의 결과로 무제는 전통적으로 전차/보병 중심의 한나라 군대가 기동성이 더 뛰어난 흉노 기병에 대해 전술적 우위를 달성하기 어렵다는 것을 깨달았다. 이는 한나라 전략의 변화를 이끌었고 효과적인 기병 군사 교리의 발전을 촉진했다. 이후의 캠페인에서 한나라는 방어적-반격적 입장에서 흉노 영토 깊숙이 원정을 감행하는 공격적 전략으로 전환했다.
마읍 작전의 실패는 또한 무제가 사령관 선택을 재고하게 만들었다. 기존 장군들의 무능력에 실망한 무제는 공격적인 대기병전이 가능한 젊은 세대의 군사 유망주들을 찾기 시작했다. 이는 위청 (전한)과 곽거병과 같은 유명한 신세대 전술가들의 부상으로 이어졌고, 이광 (전한)과 한안국과 같은 구세대 사령관들은 총애를 잃기 시작했다.